# Центральное Папуа
Центральное Папуа (индон. Papua Tengah) — провинция в Индонезии, которая была отделена от провинции Папуа. Столица — город Набире.
Провинция основана 30 июня 2022 года из бывших восьми западных округов провинции Папуа. Провинция граничит с индонезийскими провинциями Западное Папуа на западе, Папуа на севере, а также Горное Папуа и Южное Папуа на востоке. Назначенная административная столица, Набире, является вторым по величине городом в Центральном Папуа (после Тимики), экономическим центром провинции и резиденцией правительства провинции Центральное Папуа.

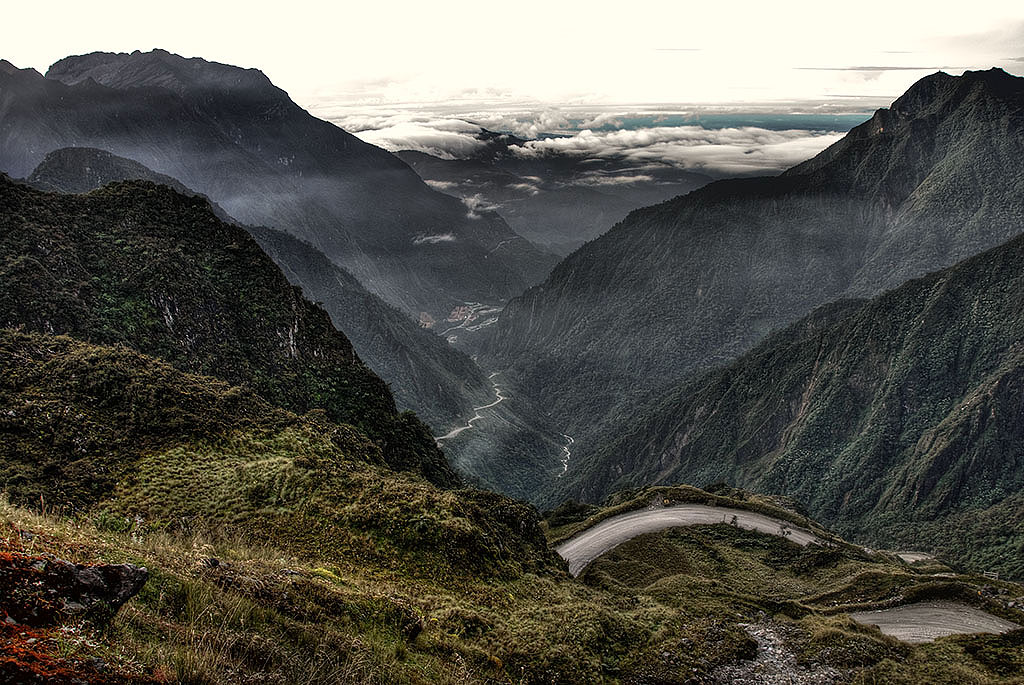

Население провинции около 1 409 000 человек. Охват региона Центрального Папуа примерно соответствует традиционной территории Ми-Паго, хотя он также занимает небольшую часть традиционной территории Сайрери.